# We Have Always Lived in the Castle
We Have Always Lived in the Castle (bra:Os Segredos do Castelo) é um filme estadunidense de mistério e suspense de 2018 dirigido por Stacie Passon, escrito por Mark Kruger e estrelado por Taissa Farmiga, Alexandra Daddario, Crispin Glover e Sebastian Stan. Foi com base no romance de mesmo nome de 1962 de Shirley Jackson.
Ele estreou no Festival de Cinema de Los Angeles em 22 de setembro de 2018, com críticas mistas, com os críticos elogiando as performances e direção, mas criticando a falta de atmosfera dramática. Foi lançado em 17 de maio de 2019 pela Brainstorm Media.

## Enredo
Mary Katherine "Merricat" Blackwood, de 18 anos, vive isolada na propriedade da família com sua irmã mais velha Constance e seu tio Julian. Constance não sai de casa há seis anos, desde que foi julgada e absolvida da morte por envenenamento de seus pais. Toda terça-feira, Merricat deve ir ao vilarejo para fazer as compras, onde é assediada pelos moradores, que acreditam que Constance escapou impune de um assassinato. Merricat pratica seu próprio tipo de magia protetora enterrando artigos de poder nos jardins ao redor de sua casa para manter as forças do mal sob controle.
Constance vê apenas uma única amiga da família, Helen Clarke, que vem tomar chá todas as semanas. Helen tenta convencer Constance de que ela deve retornar ao mundo. Isso enfurece e aterroriza Merricat, que responde criando uma magia ainda mais poderosa para impedir que Constance vá embora.
Na quinta-feira seguinte, Constance envia Merricat em uma missão para a cidade. Merricat fica angustiado com a ideia de ir para a cidade no dia errado e não tem tempo para verificar suas salvaguardas mágicas antes de partir. Quando ela retorna, ela descobre que todas as suas proteções foram desenterradas. Correndo para avisar Constance, ela encontra Constance com seu primo Charles, que veio visitá-la.
Nos dias seguintes, Charles tenta atrair Constance com a promessa de ver o mundo enquanto olha para a fortuna da família trancada em um cofre no escritório. Constance se encanta com a atenção e passa a agir cada vez mais subserviente a ele. Ao mesmo tempo, Charles secretamente se comporta de maneira condescendente com Julian e provoca Merricat com a ideia de roubar sua irmã. Merricat retalia lançando feitiços mágicos em Charles, destruindo seu quarto e seus pertences e falando com ele apenas em descrições de plantas venenosas.
Depois de vários dias, Charles se farta do desafio e da destrutividade de Merricat e ameaça puni-la. Em vingança, Merricat secretamente joga tudo na mesa de Charles, incluindo seu cachimbo aceso, em uma lata de lixo. Depois de desafiar Charles falando quando ele a avisa para não fazer isso, Charles a persegue lá em cima e a espanca, enquanto Constance, paralisada de medo, não consegue impedi-lo. Ele é interrompido pelo cheiro de fumaça e descobre que seu quarto está pegando fogo.
O corpo de bombeiros chega, junto com os moradores que ligam para deixar a casa queimar. Constance e Merricat se escondem no andar de baixo enquanto o fogo é apagado. Os aldeões entram correndo na casa e começam a destruí-la, forçando as irmãs a fugir. A multidão parece pronta para atacá-los, mas o marido de Helen Clarke intervém e anuncia que o tio Julian morreu por inalação de fumaça. A turba se dispersa e as irmãs se refugiam na floresta durante a noite.
Na manhã seguinte, as irmãs voltam para casa e começam a barricar as portas e janelas por dentro. Com os andares superiores destruídos, os restos parecem um castelo com torres. Merricat anuncia a Constance que pretende envenenar toda a aldeia; Constance diz que isso é o que Merricat fez antes a seus pais e expressa sua gratidão por Merricat a ter salvado de seu pai perverso. Ao longo do dia, os moradores deixam presentes de comida na porta e pedem desculpas por destruir a propriedade das irmãs, mas ninguém tem permissão para entrar.
Charles retorna, implorando a Constance para deixá-lo entrar. Quando as irmãs se recusam a abrir a porta, Charles entra na casa à força e ataca Constance. Merricat o espanca até a morte com um globo de neve de vidro, e eles enterram o corpo no jardim de Constance.
Agora, no presente, as irmãs ainda estão limpando o que resta de sua casa quando duas crianças da aldeia chegam para zombar delas. Merricat sai inesperadamente, fazendo com que as crianças fujam de medo. Quando Merricat retorna, Constance diz à irmã que a ama, e Merricat, pela primeira vez no filme, sorri.

## Elenco
- Taissa Farmiga como Merricat Blackwood
- Alexandra Daddario como Constance Blackwood
- Sebastian Stan como Charles Blackwood
- Crispin Glover como Julian Blackwood
- Paula Malcomson como Helen Clarke
- Peter Coonan como Bobby Dunham
- Ian Toner como Jim Donnell
- Joanne Crawford como Stella
- Anna Nugent como Lucille Wright
- Peter O'Meara como Sam Clarke
- Luan James-Geary como Sean Harris
- Cormac Melia como Tim Harris
- Liz O'Sullivan como Mrs. Harris
- Bosco Hogan como Old Ned
- Stephen Hogan como John Blackwood, pai de Merricat e Constance
- Maria Doyle Kennedy como Sra. Blackwood, mãe de Merricat e Constance

## Produção

### Desenvolvimento
O filme, a primeira adaptação cinematográfica do romance de mesmo nome de Shirley Jackson, foi originalmente relatado para ser produzido em agosto de 2009, quando a produtora de Michael Douglas, Further Films anunciou a sua adesão ao projeto escrito por Mark Kruger. O filho mais velho de Jackson, Laurence Hyman, também foi relatado como produtor. Em agosto de 2016, foi relatado que Stacie Passon dirigiu o filme, com Jared Ian Goldman e Robert Mitas produzindo, e Douglas e Robert Halmi Jr. servindo como produtores executivos.

### Elenco
Em março de 2010, foi revelado que Douglas iria estrelar o filme, e que Rachel McAdams e Saoirse Ronan também teriam sido contratadas. Em 9 de agosto de 2016, Sebastian Stan como Charles Blackwood foi anunciado. Naquele mesmo dia, Taissa Farmiga, Alexandra Daddario, Willem Dafoe e Joanne Crawford foram confirmados para estrelar o filme. Farmiga e Daddario foram escaladas para os papéis principais da protagonista Merricat Blackwood e sua irmã Constance Blackwood, respectivamente. Em 11 de agosto de 2016, Crispin Glover foi escalado para o papel de tio Julian Blackwood, substituindo Dafoe no papel. Peter O'Meara se juntou ao elenco em 21 de agosto, no papel coadjuvante de Sam Clarke. 

### Filmagens
A fotografia principal começou em 8 de agosto de 2016 em Bray e Dublin, República da Irlanda. Farmiga, Stan e Peter Coonan foram vistos no set para o segundo dia de filmagem na vila de Enniskerry, Condado de Wicklow. A produção continuou em Dublin, onde foi concluída em 9 de setembro de 2016.

### Música
Em janeiro de 2017, foi noticiado que Andrew Hewitt iria compor a trilha sonora do filme.

## Lançamento
O filme teve sua estreia mundial no Festival de Cinema de Los Angeles em 22 de setembro de 2018 e foi lançado em 17 de maio de 2019, pela Brainstorm Media.

## Recepção
No site Rotten Tomatoes, o filme mantém um índice de aprovação de 86% com base em 29 comentários, com uma classificação média de 7,23/10. No Metacritic, o filme tem uma pontuação média ponderada de 63 de 100, com base em 8 críticos, indicando "críticas geralmente favoráveis".